# Kurt Krüger (Diplomat)
Kurt Hermann Ernst Paul Krüger (* 17. September 1925 in Jüterbog; † 21. Oktober 2006 in Berlin) war ein deutscher SED-Funktionär und Botschafter der DDR in Afghanistan.

## Leben
Der Sohn eines Kellners und einer Verkäuferin besuchte die Grundschule und Oberschule in Jüterbog sowie die Freie Schulgemeinde Wickersdorf (bei Saalfeld). 1943 legte er sein Notabitur ab und wurde zum Reichsarbeitsdienst eingezogen, den er in Unterried (bei Tamm) ableistete. Im Juni 1943 wurde Krüger zur Wehrmacht eingezogen. Er lief im September 1944 als Unteroffizier beim Kampf um Jassi zur Roten Armee über und wurde Mitglied im Nationalkomitee Freies Deutschland (NKFD). Anschließend betrieb er Frontpropaganda bei der kämpfenden Truppe im Auftrag des NKFD. Ab Dezember 1944 in sowjetischer Kriegsgefangenschaft, führte er zahlreiche Sonderaufträge des NKWD in den Lagern Asbest, Resch, Jegorachina, Kostensowo und Irbit aus. Ab 1948 war er Produktionsleiter im Lager 7351/6. Er besuchte zudem in Tagil (bei Moskau) eine Antifa-Schule.
Nach seiner Rückkehr nach Deutschland im Oktober 1949 wurde er zunächst bei der Registrierung der zurückkehrenden Kriegsgefangenen im Heimkehrerlager Gronenfelde eingesetzt. Er war dann Tiefbauarbeiter bei der Bauunion in Jüterbog. Im Februar 1950 wurde er zum Referent für Jugendschutz im Landratsamt Luckenwalde berufen. 1950 wurde er Mitglied der Freien Deutschen Jugend und der Sozialistischen Einheitspartei Deutschlands (SED) und wurde hauptamtlicher Funktionär der Partei. 1950/51 war er Leiter der Abteilung Agitation der SED-Kreisleitung Luckenwalde, von April bis August 1951 führte er illegale Aufträge des ZK der SED (Abteilung Arbeitsbüro) in der Bundesrepublik Deutschland aus. Im September 1951 wurde er Zweiter Sekretär der SED-Kreisleitung Luckenwalde. 1952 nahm er an einem Lehrgang an der Landesparteischule „Ernst Thälmann“ in Schmerwitz teil.
1953 trat er in die Volkspolizei (VP) ein. Von 1953 bis 1962 war er Instrukteur und Leiter des Sektors MdI in der Abteilung „M“ bzw. der Abteilung Sicherheitsfragen des ZK der SED. Krüger war anschließend von 1962 bis 1972 als Oberst der VP Chef der Bezirksbehörde der Deutschen Volkspolizei Frankfurt (Oder). Von 1963 bis 1972 war er Abgeordneter und gleichzeitig Vorsitzender der Ständigen Kommission für Ordnung und Sicherheit des dortigen Bezirkstages. 1967 wurde er Mitglied der SED-Bezirksleitung Frankfurt (Oder).
1972 wurde er Mitarbeiter der Abteilung Internationale Verbindungen des ZK der SED sowie stellvertretender Generalsekretär des Afro-Asiatischen Solidaritätskomitees der DDR. Krüger war von 1974 bis März 1982 dann Generalsekretär des Solidaritätskomitees der DDR. Vom 25. Juli 1982 bis Juli 1986 war er Botschafter der DDR in Kabul. 1988 trat Krüger in den Ruhestand.

## Auszeichnungen
- 1975 Vaterländischer Verdienstorden in Silber
- 1986 Medaille „40. Jahrestag des Sieges im Großen Vaterländischen Krieg“